# Jeanne Brolliet
Jeanne Brolliet fue la última mujer quemada viva por brujería en la ciudad helvética de Ginebra, en 1623.

## Biografía
En 1623, una adolescente de 15 años, Françoise Salla, sufrió convulsiones y delirio. Juzgada «poseída», indica durante su interrogatorio que en los diez meses anteriores, su madre y Jeanne Brolliet discutieron por una deuda, y que unos diez días después, según Salla su malestar empezó cuando Brollier la había mirado insistentemente.
Las razones por las que Jeanne Brolliet fue incriminada se encuentran en su entorno más cercano: sus conocidos y sus vecinos.

## Contexto
Jeanne Brolliet fue la última mujer acusada de brujería quemada viva en la ciudad y el cantón de Ginebra. Posteriormente, otros fueron condenados también a la hoguera, pero el último caso en la ciudad fue el de Michée Chauderon en 1652, quien rogó no correr la misma suerte y fue ahorcado primero. En toda Suiza, la última condena a muerte por brujería data de 1782.

## Trabajo académico
Este caso de Brolliet fue el objeto de estudio de una "secuencia didáctica", de trabajos de estudiantes publicados por el Equipo de Enseñanza de Historia y Ciudadanía (ÉDHICE), equipo compuesto por profesores-investigadores de la Universidad de Ginebra, destinado a los estudiantes de pedagogía futuros profesores de la educación secundaria.